# Bockstadt
Bockstadt und Herbartswind bilden den gemeinsamen Ortsteil Bockstadt-Herbartswind der Stadt Eisfeld im Landkreis Hildburghausen in Thüringen.

## Geografie
Der Ort liegt nördlich der Landesgrenze nach Bayern.

## Geschichte
Der Klosterhof Bockstadt dürfte in der Zeit vom 7. bis zum 12. Jahrhundert gleichzeitig mit zahlreichen Klöstern entstanden sein. In einem Urbar zum Amtsantritt des Grafen Heinrich VIII von Henneburg, von 1340 wird Bokestat erstmals erwähnt. Im Spätmittelalter war im Ort der Ansitz der coburgischen Linie der Herren von Brackenlohr zu finden. 
Frühere Annahmen, mit dem in der ERPHO-Urkunde von 802/817 genannten Ort Botolfestat sei Bockstadt gemeint, treffen nicht zu. Es ist inzwischen bekannt, dass Botelfestat für Bodelstadt im Itzgrund steht.
Für Bockstadt gibt man die Ersterwähnung um 1340 an und bezieht sich auf die Coburgische Landesgeschichte des Mittelalters in einem Urkundenbuch von Johann Adolph von Schultes. Darin wird Bokestat im Urbar über die Herrschaft Coburg von 1340 erstmals erwähnt. Nach dem Thüringischen Staatsarchiv in Meiningen ist mit Bokestat eindeutig Bockstadt gemeint.
Seit etwa 400 Jahren gehört Bockstadt zum Sprengel der evangelisch-lutherischen Kirche in Harras. Dorthin gingen auch die Kinder zur Schule. Im Jahre 1889 übernahm Hermann August von Münchhausen das Rittergut in Bockstadt. Er errichtete ein Gestüt zur Zucht von Vollblutpferden und einen Schlosspark mit einem Schloss, das 1904 fertiggestellt war.
1924 wurde der Ort eine selbständige Gemeinde. Am 1. April 1974 wurde Herbartswind eingegliedert.
Am 31. Dezember 2013 wurde die Gemeinde Bockstadt aufgelöst und nach Eisfeld eingemeindet. Zusammen mit ihrem Ortsteil Herbartswind bildet die Gemeinde den gemeinsamen Ortsteil Bockstadt-Herbartswind der aufnehmenden Stadt Eisfeld. Bockstadt beging 2015 die 675-Jahr-Feier.

## Politik
Jens Söldner war der letzte Bürgermeister der Gemeinde.

## Persönlichkeiten
- Hermann August Freiherr von Münchhausen

## Dialekt
In Bockstadt wird der Mainfränkische Dialekt Itzgründisch gesprochen.